# 東芝ストアー
東芝ストアー（とうしばストアー）は、東芝および東芝グループ各社の家庭電化製品取次・特約店（電器店）の名称で、全国に約3000店ある（2016年4月現在、パナソニックショップに次いで全国に幅広くきめ細かいネットワークを持っている）。また軽工事や各種リフォーム相談、大量安売りを主体とする量販店に対して「アフターサービスの良さ・きめ細かさ」をセールスポイントとしている。JVCケンウッド等の他社製品も併売している。店舗によっては電器店業務以外の副業として大手クリーニングチェーン取次店を兼務するケースもある。
一部地域ではTVCMを流す際に（TBS系列の番組）東芝日曜劇場のオープニングキャッチで使用されている「光る東芝」や「愛のめぐり逢い」（ジュディ・オング）のメロディーを流す場合があった。
かつては多くの東芝ストアーが店舗正面玄関前に東芝乾電池の自動販売機を設置していたが、近年は店内販売主体への移行と、電器店廃業やパナソニックショップなど他社系列店への鞍替えなどに伴い、東芝ストアーが減少していく形で（東芝乾電池自販機設置店は）減少の一途を辿っており、特に廃業した店舗では放置されているケースが多い。

## 概要
東芝ストアーの取り扱う主な製品は以下の通り。
なお、パソコン・冷蔵庫・洗濯機・クリーナー・炊飯器・LED照明・エアコン等、東芝ストアーのみで取り扱う「東芝ストアーオリジナルモデル」が存在する。プロパー機種に比べ使いやすさ・機能・価格・製品保証期間を差別化し、顧客に訴求し販売している。
- 石油暖房機器・温水ルームヒーター：コロナ製品を販売。
- TVアンテナ（ブースター・ミキサー・マスト等の属品類も含む）：東芝テクノネットワーク社製が供給されていたが東芝テクノネットワークと東芝コンシューママーケティング両社の経営統合により製造元が東芝コンシューママーケティングに変更。2017年、4K8K対応製品を投入。「REGZA」カタログへ掲載終了[6]。
- 高級オーディオ製品：2016年「Aurex」ブランドでハイレゾ対応ポータブル製品を再発売。

コンポーネントシステムはかつて東芝グループの一員だったオンキヨー製品を取り扱い。
- オーディオ製品（ラジオカセットなど）：かつてSugarやWalkyブランドなどで展開されていたが一時撤退。2017年現在再び販売されている。

撤退していた時期はアイワ製品を取り扱い。
- ビデオカメラ・デジタルカメラ：VHS-Cカセット方式のビデオカメラは90年代に撤退。ハードディスクを内蔵したハイビジョンビデオカメラ「gigashot」を販売していたが現在は撤退。デジタルスチルカメラは2000年代に「Allegretto」を販売していたが現在撤退。

現在はJVCケンウッド・キヤノン・ニコン製品を取り扱い。
- 白熱電球：2010年を以て生産を完全終了。今後は省エネ型の電球型蛍光灯及びLED電球の生産に移行する旨を子会社の東芝ライテックが発表。現在は他社製品を販売。また蛍光灯用点灯管も東芝ライテックが電子点灯管のみの生産へと移行したため、通常型点灯管はパナソニック ライティングデバイス・日立アプライアンス・オーム電機・朝日電器（ELPA）のみ製造販売している。2015年電球型蛍光ランプ「ネオボールZ」の生産を終了。
- スカパーチューナー&アンテナセットかつては自社生産していたが撤退[7]

現在はスカパー側よりパナソニック製チューナーとマスプロ電工製衛星アンテナ（CSコンバータ2系統、BS・110度CSコンバータ1系統搭載）がそれぞれ供給されている。
- ポータブルテレビ：現行モデルはBD/DVDプレーヤー付き「ポータブルREGZA」のみ。

- 薄型テレビ（REGZA）：2017年11月、東芝映像ソリューション（現在のTVS REGZA）を中国企業「ハイセンス」へ129億円で事業を売却する予定を発表し、2018年2月28日に譲渡を管理した。（東芝ブランド、「REGZA」ブランドでの開発販売は継続。生産は今後も委託）[9]。

撤退後は“REGZA”ブランドに加え、物流の関係上、販売元が同じ“Hisense”ブランドのものも並行して扱う。
- HDMIケーブル・AVケーブル・光デジタルケーブル・ヘッドホン・その他AVパーツ類：1990年代までは自社ブランドで生産していた。

現在は他社製品を販売。
- 汎用TV台：かつては自社生産していたが、ブラウン管TV生産終了と同時に汎用TV台の自社生産は終了。

現在は（レグザリンク対応）ラックシアター「REGZAオーディオ」シリーズをTVS REGZAから供給され、汎用TV台は主にハヤミ工産（｢TIMEZ｣ブランド）、朝日木材加工製品を取り扱い。
- ホームベーカリー：かつては自社生産していたが、現在は餅つき機「もちっ子」（ホームベーカリー機能非搭載モデル）のみを生産[10]。
- オーブントースター：現在3機種のラインナップ。
- 電気スタンド（卓上型ポータブル照明器具）：かつては自社生産していたが撤退（現在東芝ライテックが自社生産している照明器具は壁及び天井に取り付けるLED照明と一部蛍光灯器具のみ）。

ツインバード製品を主に取り扱い。
- シェーバー・電動歯ブラシ：1990年代に撤退。

フィリップス・ブラウン製品を主に販売。
- 電話機・家庭用ファクシミリ：2000年代初めに撤退。

前者はシャープ・パイオニア・ブラザー工業製品を、後者はパナソニック（インクリボン式を唯一製造しているメーカー）・ブラザー工業（インクジェット複合機式を唯一製造しているメーカー）製品を取り扱い。
- ドアチャイム・TVドアホン：東芝ライテック製を販売していたが現在撤退。

アイホン製品を取り扱い。
- 電球型蛍光灯：東芝ライテックは2015年3月限りで「ネオボールZシリーズ」生産を終了。（2010年の「白熱電球&従来型グロー式点灯管製造からの完全撤退」に続き）業界初となる「電球型蛍光灯製造からの完全撤退」に踏み切った。「ネオボールZシリーズ」は在庫・展示品限りとなっている。
- 延長コード類：かつては自社生産していたが撤退（東芝が現在自社生産している配線パーツは壁スイッチ・コンセント「WIDE iシリーズ」など電気工事部材のみ）

エレコム朝日電器製品のみ）。
- （BD-RE・BD-R・SDメモリーカードなどの）各種記録媒体：コンパクトカセットのみAurexブランドおよび東芝ブランドで販売されていたが東芝のオーディオ製品一時撤退に伴い販売終了。

JVCケンウッド・マクセル・TDK・リーダーメディアテクノ・富士フイルム（｢AXIA｣ブランド）製品を販売。
- 洗濯機：二槽式洗濯機は業績不振の一環として、2016年3月限りで自社生産より撤退（二槽式洗濯機の自社生産より撤退する国内大手電機メーカーは経営再建中のシャープ・販売不振と「ムービングドラム」シリーズ大量リコールにより洗濯機生産自体を完全終了した三菱電機・パナソニックの完全子会社化により洗濯機部門をハイアールへ売却した三洋電機に次いで4社目。現在全自動洗濯機、タテ型及びドラム式洗濯乾燥機衣類乾燥機のみの生産）。2017年にマイディアグループとの開発製品、容量4.5kgシングル世帯向け全自動洗濯機AW-45M5を発売。

- パーソナルコンピュータ：dynabook社の製品のみを販売し、民生用ノートパソコンの「dynabook」や、事業用デスクトップパソコンの「EQUIUM」を主に販売。かつては東芝グループだったが、2020年8月以降はシャープグループの連結子会社に入っており、東芝グループはパソコン事業から撤退したが、東芝グループの製品であったことの名残のため。

- IHクッキングヒーター：かつては自社生産していたが2012年12月限りで生産終了。現在は卓上小型IH調理器のみを生産。

三菱電機製品を取り扱い。
- 布団乾燥機：かつては自社生産していたが撤退。

日立コンシューマーマーケティング製、アイリスオーヤマ製を主に販売。
- 加湿器・空気清浄機：かつては自社生産していたが2014年限りで撤退。

シャープ・ダイニチ工業・山善・ユーイング・アイリスオーヤマ・長府製作所・コロナ製品を主に販売。
- システムキッチン・システムバスルーム：1990年代まで東芝機器製を販売していたが会社清算のため撤退。

ハウステック・TOTO・トクラス・リクシル・クリナップ・タカラスタンダード製品を販売。

## 各種販促支援活動
東芝コンシューママーケティングは2008年度より、系列店への販促支援制度を抜本的に改革し、売り上げ増により積極的な店のみを抽出して、重点的に販促支援する方針に切り替えると発表した。さらに2009年度は、全国の東芝ストアー約5000店の中から売り上げ増に前向きな店舗を約4000店程度選抜した上で、オール電化製品についての講習会を全国9か所で開催する事も決定した。今まではオール電化製品を販売・設置したくても資格取得へのハードルが高い為に難色を示す店舗が多かった事から、今後は各種オール電化工事関連の資格取得を支援する講習会等を通じて、東芝ストアーにおけるオール電化製品シェア拡大を図る。
また東芝ストアー各店の従業員募集も行っており、配属先東芝ストアー店舗で半年間派遣として勤務したのち、雇用主・労働者双方の合意が得られれば引き続き正社員としての勤務が可能。各種資格取得支援も充実しており、（勤務先東芝ストアーにおける）長年の実績が認められれば将来独立し、東芝ストアー自前店舗を新規開業出来る可能性も開ける。東芝ストアーには「（パナソニックショップの後継者を養成する学校）松下幸之助商学院」型の後継者養成学校「東芝青年経営者スクール」が存在するが、パナソニックショップほどの規模ではないため、東芝ストアー同士の交流機会はパナソニックショップなどより少ない。
かつては（地区毎に東芝ストアー各店が合同で会場を借りての）「東芝とびっきり大市」が全国各地で開催されていたが、近年は（後継者難・経営者の高齢化により）東芝ストアーの減少により、東芝フェア合展開催を廃止する地区も出ている。
毎年12月になると（東芝ストアー検索サイト非掲載店を含む）東芝ストアー全店に東芝ロゴ入り「謹賀新年」ポスターが支給され、翌年元日に各店舗の正面シャッターに掲示する（新年営業開始日は各店舗・地域により異なるため「1月〇日」という形の空欄となっており、新年営業開始日は各店が個別に手書き表記。ポスターデザインは毎年異なる）。なお経営者・従業員とその身内・親族に不幸があった店舗では、当該年を喪中欠礼として「謹賀新年」ポスター掲示を取りやめる場合がある。

## 全国の東芝ストアー検索画面
- 全国の東芝ストアー各店は「（各都道府県から選ぶ）地図検索」・「（郵便番号・電話番号・市区町村名などを入れる）キーワード検索」の二通りで検索可能（但し特定のお役立ちメニュー掲載店のみを抽出する「絞り込み検索」機能は無い）。東芝ストアー各店は都道府県及び市区町村ごとに分類して掲載されている。
- 東芝ストアー各店の場所を示す地図は、（都道府県ごとに分類された各店リストに掲載されている）当該店名をクリックすると別ウィンドウで開く。この地図画面作成は住宅地図の国内大手「ゼンリン」が担当しており、同社は「日立チェーンストール」・「三菱電機ストアー」・「ソニーショップ」各店の場所を示す地図作成も担当している。
- 後継者難・経営者の高齢化・売り上げ減により廃業、及び他社系列電器店へ鞍替えしたため「東芝ストアー脱退届」が（所轄の東芝コンシューマーマーケティング各支社へ）出された店舗は「東芝ストアー検索」画面より削除される。